# مسجد كاماتا
مسجد كاماتا (بالإنجليزية: Kamata Mosque)، هو مسجد يقع في دولة اليابان بشرق آسيا ، في منطقة كاماتا، أوتا، في العاصمة طوكيو.

## التاريخ
- تأسس المسجد في عام 2001.[3]

- يقع المسجد في مبنى مكون من 3 طوابق.

- يمكن الوصول إلى المسجد بسهولة من مسافة قريبة من محطة كاماتا من الشمال والشرق.[4]